# Isotoma neglecta
Isotoma neglecta (лат.) — вид коллембол рода Isotoma (Desoria) из семейства изотомид (Isotomidae). Голарктика.

## Описание
Мелкие коллемболы (2—3 мм). Гигро-мезофильный вид, найденный в еловых и грабовых лесах, а также на участках заповедной степи. Редкий в лесах и массовый в степи вид. Впервые был описан в 1900 году качестве вариетета под названием Isotoma olivacea var. neglecta Schaffer, 1900.